# CF La Piedad
Club de Fútbol Reboceros de La Piedad, znany najczęściej jako La Piedad – meksykański klub piłkarski z siedzibą w mieście La Piedad, w stanie Michoacán. Obecnie gra w Liga Premier (3. szczebel rozgrywek). Domowe mecze rozgrywa na stadionie Juan N. López, mogącym pomieścić 17 tysięcy widzów.

## Reprezentanci kraju grający w klubie
| CONCACAF - Carlos Briones - Ricardo Cadena - Julio Estrada - Francisco Fonseca - Luis Francisco García - Joaquín Hernández - Manuel Martínez - Rafael Medina - Carlos Morales - Jaime Ordiales - Christian Patiño - Jonathan Bolaños - Rolando Fonseca - Alexander Madrigal - Reynaldo Parks - Óscar Emilio Rojas |  | CONMEBOL - Donizete - Roberto Cartés - Iván Hurtado - Osvaldo Cohener - Christian Cásseres |  |  |